# 第3王子はスローライフをご所望
『第3王子はスローライフをご所望』（だいさんおうじはスローライフをごしょもう）は、yui/サウスのサウスによるオンライン小説。小説投稿サイト「カクヨム」にて2020年12月13日より連載中。書籍版は2022年4月にツギクルブックス（ツギクル）より発売。
藤島真ノ介の作画による漫画版が、ウェブコミック配信サイト『WEBコミックガンマぷらす』（竹書房）にて2022年12月23日より連載中。

## あらすじ
社畜だった主人公の最初の人生は、はかなくも短いものだったが運よく転生できることに。2度目の転生にも失敗し3度目の人生を送ることになった主人公は前世での魔法や技術、知識を受け継ぎながら辺境領地で気楽なスローライフを満喫していく物語。

## 既刊一覧

### 小説
- yui/サウスのサウス（著）・色谷あすか（イラスト） 『第3王子はスローライフをご所望』 ツギクル〈ツギクルブックス〉、2022年4月8日発売[3]、ISBN 978-4-8156-1040-1

### 漫画
- yui/サウスのサウス（原作）・色谷あすか（キャラクター原案）・藤島真ノ介（作画） 『第3王子はスローライフをご所望』 竹書房〈バンブーコミックス〉、既刊5巻（2025年4月7日現在）
  1. 2023年7月6日発売[7][8]、ISBN 978-4-8019-8086-0
  2. 2023年12月7日発売[9]、ISBN 978-4-8019-8225-3
  3. 2024年6月6日発売[10]、ISBN 978-4-8019-8326-7
  4. 2024年11月7日発売[11]、ISBN 978-4-8019-8491-2
  5. 2025年4月7日発売[12]、ISBN 978-4-8019-8610-7